# Firestreak

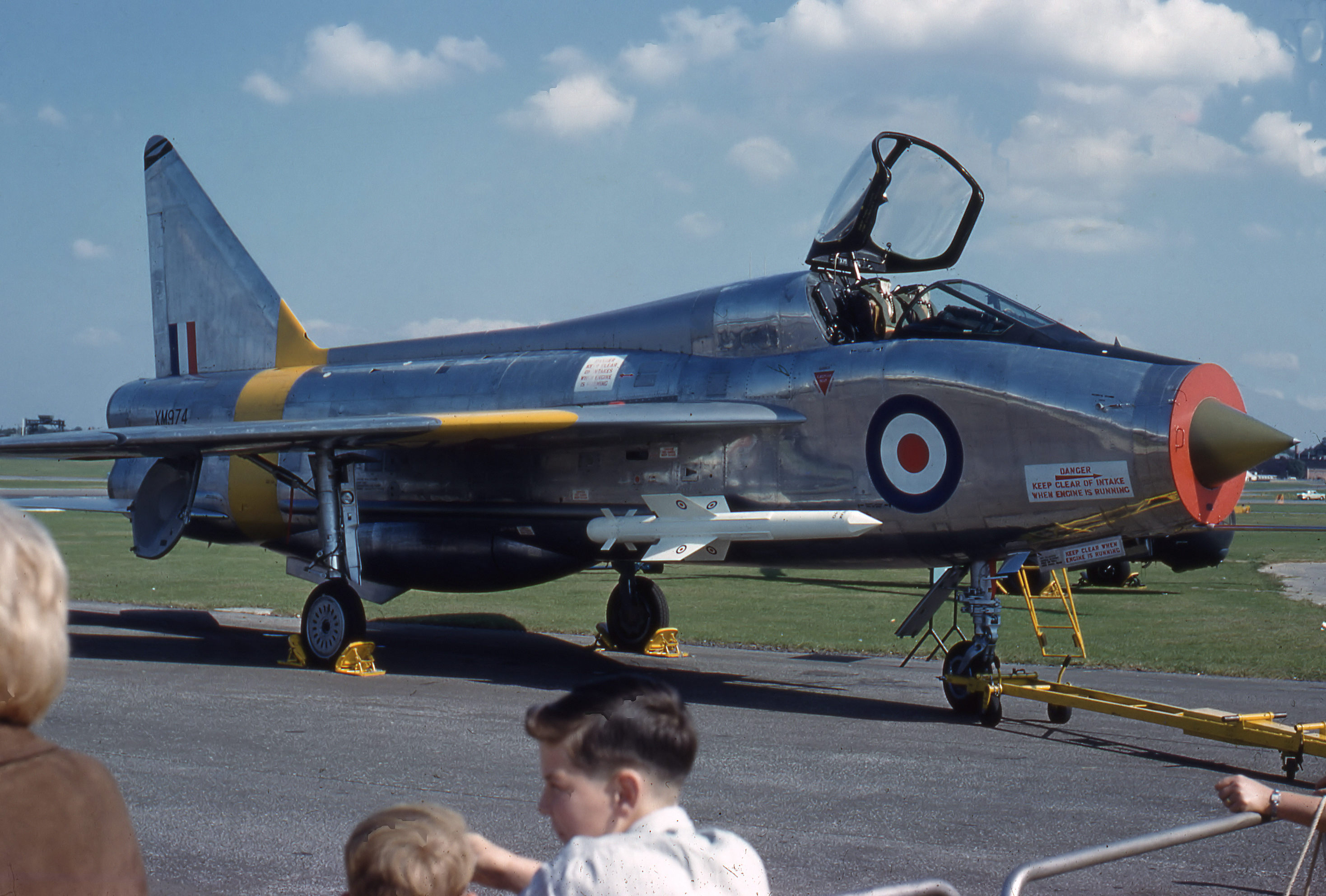
Firestreak-Rakete an einer English Electric Lightning

Die Firestreak war eine Luft-Luft-Rakete der Zeit des Kalten Krieges aus britischer Produktion. Die Entwicklung wurde durch Fairey Aviation begonnen und später von de Havilland weitergeführt. Vorwiegend waren BAC Lightning-Abfangjäger der Royal Air Force mit ihr bewaffnet. Im Dienst stand die Rakete von 1958 bis 1988. Bereits ab 1964 wurde sie durch die Hawker Siddeley Red Top ersetzt. Firestreak wurden aber in begrenzter Stückzahl weiterverwendet, da sie die Flugeigenschaften der Lightnings verbesserten. Weitere Träger waren die De Havilland DH.110 Sea Vixen und Gloster Javelin.
Je nach Herstellungszeitraum trug die Rakete auch die Bezeichnungen de Havilland Firestreak oder Hawker Siddeley Firestreak.